# Testimoni de casament
 Testimoni de casament  (original: The Member of the Wedding) és una pel·lícula estatunidenca dirigida per Fred Zinnemann, estrenada el 1952 i doblada al català. Es tracta d'una adaptació de la novel·la Frankie Addams (1946) de Carson McCullers.

## Argument[2]
El casament del jove Jarvis fa que Frankie, la seva germana petita, experimenti una sensació d'abandonament gairebé insuportable. Afortunadament, la nena compta amb l'afecte de Berenice, la majordoma negra, que farà tot el possible per consolar-la i ensenyar-la a afrontar la vida amb maduresa.

## Al voltant de la pel·lícula
Està explicada des del punt de vista de Frankie, un adolescent preocupat. Però per a alguns crítics és una equivocació veure  Testimoni de casament només com un Bildungsroman- "una dolça i momentània il·luminació d'adolescència abans de la desil·lusió de l'adult," com es considera de vegades, o com diu Patricia Yaeger, "una manera econòmica d'assabentar-se dels pangs del creixement."
Per a Yaeger i el novel·lista britànic i crític Ali Smith, això és sentimentalitzar el treball. Suggereixen que aquesta lectura perd molta profunditat, foscor, i el que Smith anomena el seu "pes polític." Hauria de ser vist, segons Smith, com una "novel·la molt estranya, molt fosca" i una "combinació d'esperança, desesperança i insensibilitat." El seu tema, diu Smith, és "per què la gent exclou d'altres i què passa quan ho fan."
Altres crítics, incloent-hi McKay Jenkins, va subratllar la importància de temes d'identitat racial i sexual. Frankie desitja que la gent podria "canviar endarrere i endavant des de nois a noies". John Henry vol que siguin "meitat noi i meitat noia". A Berenice li agradaria no estar separades les persones de color en el món, però tots els humans serien de color marró clar amb ulls blaus i cabell negre. Per a ells, suggereix Jenkins, el món ideal seria "un lloc on la identitat...és fluida, canviable, amorfa.

## Repartiment
- Ethel Waters: Berenice Sadie Brown
- Julie Harris: Frances 'Frankie' Addams
- Brandon De Wilde: John Henry
- Arthur Franz: Jarvis Addams
- Nancy Gates: Janice

## Premis i nominacions

### Premis
- 1953. Globus d'Or especial al millor actor juvenil per Brandon De Wilde

### Nominacions
- 1953. Oscar a la millor actriu per Julie Harris